# 召喚王レクス
『召喚王レクス』（しょうかんおうレクス）は、コミックボンボン（講談社）に連載されていた漫画作品。
原作は原裕朗&バースデイ。作画は公弥杏捺による。1998年8月号から2001年12月号まで連載。コミックスは召喚王レクスが全5巻。続編に当たる召喚王レクスIIが全3巻。天田印刷加工から発売されていたトレーディングカードゲーム『大貝獣物語 THE MIRACLE OF THE ZONE』とのタイアップ・連動企画作品である。

## 作品概要
バースデイの代表作品『貝獣物語』の世界観がそのまま用いられているファンタジー作品。姉妹誌であるデラックスボンボンに『大貝獣物語』のコミカライズ版が掲載されるなど縁の深いコミックボンボン誌で掲載・タイアップが展開された。なお、原作者の原裕朗は『貝獣物語』シリーズの中心スタッフである。
『MOZ』の性質上基本的にどのキャラクターも召喚獣を使用することができるが、本作においてはマスター自身で直接戦闘することもできる。

## あらすじ
『召喚王レクス』
舞台は、幻大陸シェルドラドに在る魔法の力が支配するグリフワール。大地の国アースンの王子レクスは、グリフワールを手中に収めんとする闇の皇帝バザズーを討つため、妹のミリティと共に旅立つのだった。
『召喚王レクスII』
バザズーを倒し、グリフワールに平和を取り戻したレクス。そんな中、彼は謎の訪問者との戦いの中で慢心から召喚獣たちの信頼を失ってしまう。「本当の強さ」を身に着けるため、レクスは召喚王決定戦の開催されるモゴラを目指して、ひとり旅立つのだった。

## 用語
魔導師
この作品における召喚師で、アークマスター⇒ブライトマスター⇒コメットマスター⇒デボンマスター⇒エリアマスター⇒ファイルマスター⇒ミラクルマスターと、レベル１～７までのランク付けがなされている。中にはカオスマスターなど、通常のランクに当て嵌まらないタイプもある。

## 登場人物（レクス1）

### アースン
レクス
本作の主人公。アースン王ガーフィルの養子。剣武大会で優勝するほどの剣の使い手である。当初は魔法が使えなかったものの、徐々にその才能を開花させる。なお、レクスとは「世界を統べる法王」という意味を持つ。魔導師ランクの変遷は、みならいマスター⇒ブライトマスター⇒ファイルマスター。16〜17歳。
その正体は火の貝によって乳児期に異世界から召喚された火の貝の勇者であり、作品の最終回で元の世界に戻らずにグリフワールに留まることを決意するが、これは『貝獣物語』シリーズの主人公では唯一の選択である。
ダークレクス
ダークザイル突入時、エル・ボタスに洗脳されて褐色肌を持つ闇の剣士に変貌したレクス。
ミリティ
アースン王ガーフィルの実子でレクスの義妹。バザズーに呪いをかけられてグリフうさぎの姿に変えられてしまうものの、レクスと共にバザズー打倒の旅に出る。IIでは留守番のために出番が少ない。魔導師ランクの変遷は、コメットマスター⇒エリアマスター。13〜14歳。
ガーフィル
大地の国アースンの王で、魔導師ランクはミラクルマスター。城を襲撃したバザズーと刺し違えようと奮戦するも、果たせずに殺される。56歳。
ポヨン
『貝獣物語』シリーズのレギュラーキャラクターで、水の貝の勇者。本作でも食いしん坊ぶりは相変わらずである。魔導師ランクはアークマスター。年齢不詳。
アスティナ
大地の召喚の塔の番人を務める女性。魔導師ランクはミラクルマスター。年齢不詳。
ランゼル
熱血漢の海賊で、魔導高速艇シードラゴンの船長。年齢不詳。
ブルードラゴンの血を飲む事でミラクルマスターとなった珍しい人物で、貝獣族の女の子メロディが思い人。

### ロックス
ロックスIII世
機械王国ロックスの国王で、守銭奴。体は脳以外が超魔合金で出来ている。魔導師ランクはミラクルマスター。在位500年で、現在550歳。

### アムジャーラ
エル・フランゲルII世
黄金都市アムジャーラの第十一代国王。見た目は巨大な金色のカエルで、ペロペロキャンディを常に嘗めている。魔導師ランクはミラクルマスター。100歳。
ゼニム
アムジャーラに根を張る、捕獲賞金100万パールの大悪党。『大貝獣物語』で登場している。魔導師ランクはファイルマスター。77歳。

### 闇の国
グレート・ラトゥー
闇の国の第二十五代国王。魔導師ランクはミラクルマスター。冥界をさまようレクスをバザズーの手から救い、所持していた伝説の召喚剣を託した。年齢不詳。

### 大気の国
ザップ・ザ・キングバード
大気の国の第十代国王。魔導師ランクはミラクルマスター。大きな翼を持ち、「〜でござる」のような言葉遣いが特徴。42歳。

### ダークザイル
バザズー
魔導衆を率いるダークザイルの皇帝で、グリフワールをその手中に収めんと企む。暗黒魔竜を使役することが出来る唯一の存在で、魔導剣を得ることでその強大な力を更に増幅させた。魔導師ランクの変遷は、カオスマスター⇒ザ・キング・カタストロフ。年齢不詳。
フェリル
魔導衆の紅一点。疾風魔将の異名を持つ。魔導師ランクはデボンマスター。年齢不詳。
スダック
魔導衆の一人。半魚人の様な姿をしている。魔導師ランクはブライトマスター。年齢不詳。

## 登場人物（レクス2）

### レクスチーム
ラッピー
サーカスに売られそうになっていた所を助けられ、レクスとチームを組んで召喚王決定戦に臨む貝獣族の少女。リボンを装着することでその魔力を飛躍的に増大できる。魔導師ランクはブライトマスター。年齢不詳。
ルル・キャンベル
生き別れた母ニフスを探すためにレクスとチームを組んで召喚王決定戦に臨む少女。変身能力の使い手で、魔導師ランクはアークマスター。10歳。
カードと漫画での印象にかなりのギャップがある。

### 音師チーム
バル・ジャン
音師チームの先鋒。使用楽器はシンバルで、特殊能力はどんな召喚獣も使用できること。外見を猿のおもちゃ似だと指摘されるとキレる。大のバナナ嫌い。魔導師ランクはデボンマスター。25歳。
フローラ
音師チームの中堅。使用楽器はハープで、特殊能力は妨害下でも召喚獣を使用できること。魔導師ランクはブライトマスター。17歳。
リックス
音師チームの大将。使用楽器はギターとアンプで、特殊能力は強烈な騒音と音石を使った空中からの多角攻撃。我侭で自信家。魔導師ランクはファイルマスター。25歳。
リナ
音師チームの補欠。本編では戦っていない。使用楽器はオカリナ。魔導師ランクはエリアマスター。16歳。

### 影忍軍チーム
火影
影忍軍チームのメンバー。闇外道チームに惨殺される。彼の召喚獣フレーターデーモンはレクスに託される。魔導師ランクはファイルマスター。40歳。
爆影
影忍軍チームのメンバー。闇外道チームに惨殺される。魔導師ランクはエリアマスター。26歳。
紅影
影忍軍チームのメンバー。魔導師ランクはアークマスター。14歳。

### ギルギル団チーム
ギルギル
モゴラまでレクスを運んだ貝賊団の頭領で、レクスに召喚獣戦における作戦の大切さを諭した。ラッピーに惚れている。召喚王決定戦でレクスとの対決を繰り広げる。魔導師ランクはエリアマスター。年齢不詳。

### 剣人党チーム
早田剣之助
コスモ大陸の秘密組織である剣人党の一員。レクスが召喚王決定戦に臨むきっかけを作った少年。愛剣は斬魔剣。レッドソードという召喚獣がパートナー。魔導師ランクはアークマスター。
アミュー
コスモ大陸の秘密組織である剣人党の一員。チームの紅一点。魔導師ランクはブライトマスター。15歳。
006（ゼロゼロロク）
コスモ大陸の秘密組織である剣人党の一員。包帯を巻いた巨人。魔導師ランクはエリアマスター。年齢不詳。

### 魔導隊チーム
ミガロとヘコマ
モゴラ王国の召喚師から選抜された魔導隊チームのメンバー。魔導師ランクはデボンマスター。年齢不詳。
ニフス・ロム
モゴラ王国の召喚師から選抜された魔導隊チームのメンバー。過去の記憶を失っている。魔導師ランクはファイルマスター。28歳。
フラウ老人
モゴラ王国の召喚師から選抜された魔導隊チームのメンバー。伝説的な火の召喚師。魔導師ランクはミラクルマスター。98歳。

### 白魔術師チーム
ヒース
白魔術師チームのメンバー。カードによると花嫁探しの旅をしている小国の王子。魔導師ランクはファイルマスター。22歳。
セラ
白魔術師チームのメンバー。カードによるとブッペ一座の男役ナンバーワン女優。魔導師ランクはブライトマスター。20歳。
テン・ゴー
白魔術師チームのメンバー。カードによると大酒飲み。魔導師ランクはエリアマスター。31歳。

### 闇外道チーム
ジュリアス・カース
凶悪無比の闇召喚師集団、闇外道チームのメンバー。圧倒的な戦闘力の持ち主で、試合った相手を残忍に屠る。魔導師ランクはエリアマスター。22歳。
ブラック
凶悪無比の闇召喚師集団、闇外道チームのメンバー。全身に呪文の書かれた黒衣をまとっている。カード破壊技と屠った召喚師の生体エネルギーを吸う能力を持つ。魔導師ランクはコメットマスター。年齢不詳。
ディプス
凶悪無比の闇召喚師集団、闇外道チームのメンバー。水妖。魔導師ランクはコメットマスター。年齢不詳。

## その他の登場人物
バブ
『貝獣物語』シリーズのレギュラーキャラクターで、大地の貝の勇者。本作でもその真面目ぶりは相変わらずである。魔導師ランクはブライトマスター。年齢不詳。
クピクピ
『貝獣物語』シリーズのレギュラーキャラクターで、大気の貝の勇者。本作でもその弱虫ぶりは相変わらずである。魔導師ランクはアークマスター。年齢不詳。
ポット
『大貝獣物語』で登場した大魔導師で、かつて悪さを働いた事で体は壺に封印されている。魔導師ランクはミラクルマスター。貝獣仙人の実弟だが、彼をとても苦手としている。本名はグランコールで、年齢は900歳未満。
ミドーラ大召僧
ゴーン大神殿の大召僧で、レクスに召喚師認定試験を行った。魔導師ランクは不明。年齢不詳。
グレートチキンジュニア
召喚王決定戦の審判。
妖術師ローニア
魔神ダーク復活を目論み、暗躍する謎の老婆。モゴラ牢獄に捕らわれていたが、エル・ボタスの手により脱出した。魔導師ランクはミラクルマスター。330歳。
魔神ダーク
遠い昔にモゴラ大陸を支配せんとした伝説の魔神で、現在は封印されている。『大貝獣物語Ⅱ』で登場している。魔導師ランクはダークマスター。年齢不詳。
フー
バザズーとの最終決戦でレクスに助力した、仮面を付けた男。戦いの後に何処へか消え去ったが、召喚王決定戦にその姿を現す。魔導師ランクの変遷は、ミラクルマスター⇒仮面マスター。年齢不詳。
その正体は、宇宙凶悪犯罪者ナンバー0018を追っていた宇宙警備隊員(コスモパトロール)。13年前、ナンバー0018を追ってある星(シェルドラド)に不時着した彼はニフスと恋に落ち、ルルを授かった。このストーリーは同じくバースデイが企画した『じゅうべえくえすと』を髣髴とさせる。
エル・ボタス
バザズー配下の魔導衆の一人だが、途中でバザズーの下から姿を消した。魔導師ランクはファイルマスター。年齢不詳。
Ⅱではローニアと共にダーク復活を目論む闇外道チームの首魁として登場。吸収した相手を自らと同化する能力を持ち、その能力でダークを封印した英雄フラメルを乗っ取り、フラメルの力を利用して復活したダークを逆に取り込んだ。
その正体は、破壊という己の欲のままに数々の星を滅ぼしてきた宇宙凶悪犯罪者ナンバー0018で、そのために封印されていたバザズーを解き放ち、ダークを復活させるなど、シェルドラドで暗躍してきたこの作品の真の黒幕。